# Филип Тальони
Филип Тальони (на италиански: Filippo Taglioni, 1777-1871) е италиански балетмайстор, един от най-известните представители на романтизма. Автор на първата хореография на балета „Силфида“ (1832 г.). Учител на децата си – известната балерина Мария Тальони и балетиста и хореограф Пол Тальони.

## Биография
Роден в Милано, в семейство на класически танцьори. Баща му Карло и брат му Салваторе също са значими фигури в италианския балет. Дебютира на 17-годишна вързаст в Пиза, след което обикаля страната – Ливорно, Флоренция и Венеция.
На 22 г. се присъединява към Парижката опера, след което заминава за Стокхолм да танцува в Кралския шведски балет. Там се жени за балерината Софи Карстен, с която имат две деца – Мария и Пол.
Няколко години семейството живее във Виена и Германия, след това в Париж. Тальони работи из цяла Европа, най-вече в Италия, Австрия, Швеция, Дания и Германия. Гастролира в Мюнхен, Торино, Щутгарт, Берлин, Варшава и Санкт Петербург.
Установява се във Виена, където започва да учи дъщеря си Мария. Стриктен преподавател, той въвежда репетиционен режим от 6 часа на ден, фокусирайки се главно върху (новата за времето си) палцова техника. Това до голяма степен определя успеха на дъщеря му и налагането ѝ като водещата примабалерина на Романтизма.
Тальони поставя хореографията на „Силфида“ специално за дъщеря си Мария. Дебютът на балета а 12 март 1832 г. поставя началото на нова ера в класическия танц и на т.нар. бели балети, характерни за периода на Романтизма.
Тальони умира на 5 февруари 1871 г., на 93-годишна възраст, в италианския град Комо.

## Творчество
Най-значителните произведения на Тальони се свързват с работата му в Париж, където поставя премиерите на оперите:
- „Богът и баядерката“ (Le Dieu et la bayadère), 1830 г.;
- „Робер Дявола“ (Robert le diable), 1831 г.;
- „Густав III“, 1833 г.;
- „Хугенотите“ (Les Huguenots), 1836 г.

Най-известното му произведение остава първата хореография на балета „Силфида“ по музика на Шнайцхофер. Освен него, поставя балетите:
- „Наталия“ (Nathalie; ou, La Laitière suisse) по музика на Гировец и Карафа, 1832 г.;
- „Бразилия“ (Brézilia; ou, La Tribu des femmes) по музика на фон Галенберг, 1835 г.;
- „Дъщерята на Дунава“ (La Fille du Danube) по музика на Адам, 1836 г.

Като гост-балетмайстор в Имперския руски театър в Санкт Петербург от 1837 до 1842 г. поставя:
- „Миранда“ по музика на Обер и Росини, 1838 г.;
- „Циганката“ (La Gitana) по музика на Шмид и Омер, 1838 г.;
- „Сянката“ (L'Ombre) по музика на Морер, 1839 г.;
- L'Écumeur de mer по музика на Адам, 1840 г.;
- „Аглая, или уроците на любовта“ (Aglaë, ou L'Élève d'amour) по музика на Келер, 1841 г.

В Щутгарт поставя „Данина“ (Danina, or Jocko the Brazilian Ape), 1826 г.
Във Виена поставя за дъщеря си „Младата нимфа в двора на Терпсихора“ (La Réception d'une jeune nymphe à la cour de Terpsichore), 1822 г.